# Christiane Martel
Christiane Martel, nata Christiane Magnani (Piennes, 18 gennaio 1936), è una modella francese, incoronata Miss Universo 1953.

## Biografia
Christiane Martel visse a lungo a Châtellerault, ove vinse anche il titolo di Miss Châtellerault 1952. È stata la seconda Miss Universo nella storia del concorso, in rappresentanza della Francia, benché non fosse una detentrice ufficiale del titolo di Miss Francia.
Poco dopo il suo regno, la Martel iniziò una carriera di attrice di film internazionali come Yankee Pasha, Tre americani a Parigi, la versione del 1956 di Corazón salvaje, ¡Viva el Amor!, Rosa Blanca e Leoni al sole, ultima sua apparizione, risalente al 1961.
Martel fu brevemente sposata con Ronnie Marengo, da cui divorziò nel 1955, risposandosi in seguito con Miguel Alemán Velasco, che diventerà in seguito governatore di Veracruz, e figlio di Miguel Alemán Valdés, ex Presidente del Messico. Da Velasco, Christiane Martel ha avuto due figli.
Le sue ultime apparizioni televisive risalgono proprio alle sue partecipazioni al concorso di Miss Universo in veste di giurata nel 1993 e nel 2007, ovvero i due anni in cui il concorso si è tenuto in Messico, nazione in cui la Martel risiede.